# Chiesa di Santa Maria Immacolata (San Fermo della Battaglia)
La chiesa di Santa Maria Immacolata, nota anche come chiesa di Santa Maria in Nullate, è la parrocchiale di San Fermo della Battaglia, in provincia e diocesi di Como; fa parte del vicariato di San Fermo della Battaglia.

## Storia
La primitiva cappella di Santa Maria sorse nel III secolo, sulla base di un precedente tempio pagano - dapprima celtico e poi romano -  dedicato alla dea della fortuna.
Riedificata in età medievale, la chiesa venne consacrata nel giugno 1095 da Urbano II, il quale era di passaggio nel suo viaggio verso il Concilio di Clermont. La dedicazione da parte del pontefice avrebbe costituito un segno per garantirsi la fedeltà del clero secolare durante la lotta per le investiture. Il viaggio del pontefice attraverso la strada della Valfresca è raffigurato su una tela conservata all'interno deIla chiesa, dipinto realizzato in epoca rinascimentale.
Alla fine del XVI secolo il vescovo di Como Feliciano Ninguarda, durante la sua visita pastorale, trovò che la chiesa di Santa Maria in Nullate, compresa nella pieve di Zezio, aveva il titolo di viceparrocchia e che i fedeli ammontavano a 240.
Questa chiesa venne eretta a parrocchiale il 2 maggio 1622, affrancandosi così dall'arcipretura di San Giorgio di Como.
La parrocchiale fu interessata da un rifacimento nel Settecento e poi consacrata nel 1778; nel secolo successivo l'edificio venne ampliato e, in quell'occasione, si provvide pure a ricostruire la facciata.
Dalla relazione della visita del 1901 del vescovo Teodoro Valfrè di Bonzo si apprende che il numero dei fedeli era di circa 1150 e che la parrocchiale, avente come filiali la cappella di San Fermo e l'oratorio della Santissima Trinità in località Mornago, era sede della confraternita del Santissimo Sacramento.

## Descrizione

### Esterno
La facciata a capanna della chiesa, rivolta a nordovest e scandita da quattro lesene tuscaniche, poggianti su un alto basamento e sorreggenti il timpano triangolare, e presenta al centro il portale d'ingresso, sormontato da un'epigrafe recitante le parole: 
Annesso alla parrocchiale è il campanile a base quadrata, la cui cella presenta su ogni lato una monofora ed è coperta dal tetto a quattro falde.

### Interno
L'interno dell'edificio si compone di un'unica navata, sulla quale si affacciano cappelle laterali e le cui pareti sono scandite da lesene sorreggenti la cornice sopra la quale si imposta la volta; al termine dell'aula si sviluppa il presbiterio, sua volta chiuso dall'abside quadrata.
La chiesa conserva un grande dipinto raffigurante Santa Chiara e Santa Lucia, oltre a un quadro seicentesco dell'Immacolata Concezione.